# Éteignières
Éteignières est une commune française située dans le département des Ardennes, en région Grand Est.

## Géographie

### Localisation

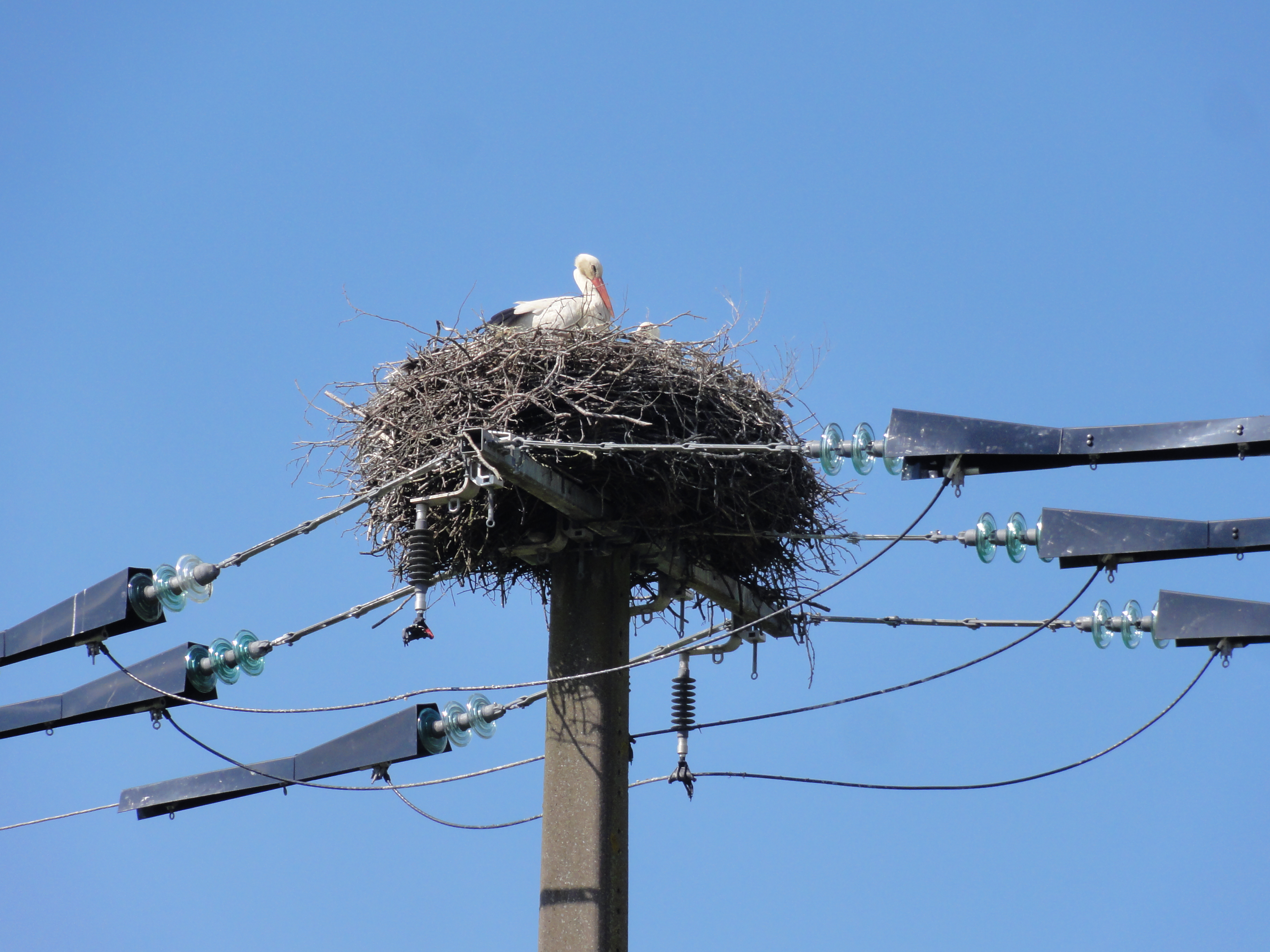
Un nid de cigognes à Éteignières.

Éteignières a adhéré à la charte du parc naturel régional des Ardennes, à sa création en décembre 2011.

### Hydrographie
La commune est traversée par la ligne de partage des eaux entre  les bassins hydrographiques Rhin-Meuse et Seine-Normandie. Elle est drainée par la Sormonne, le ruisseau de Wagny, le ruisseau des Pres des Bois et le ruisseau Les Boutrous,.
La Sormonne, d'une longueur de 56 km, prend sa source dans la commune de Taillette et se jette  dans la Meuse à Warcq, après avoir traversé 23 communes. 

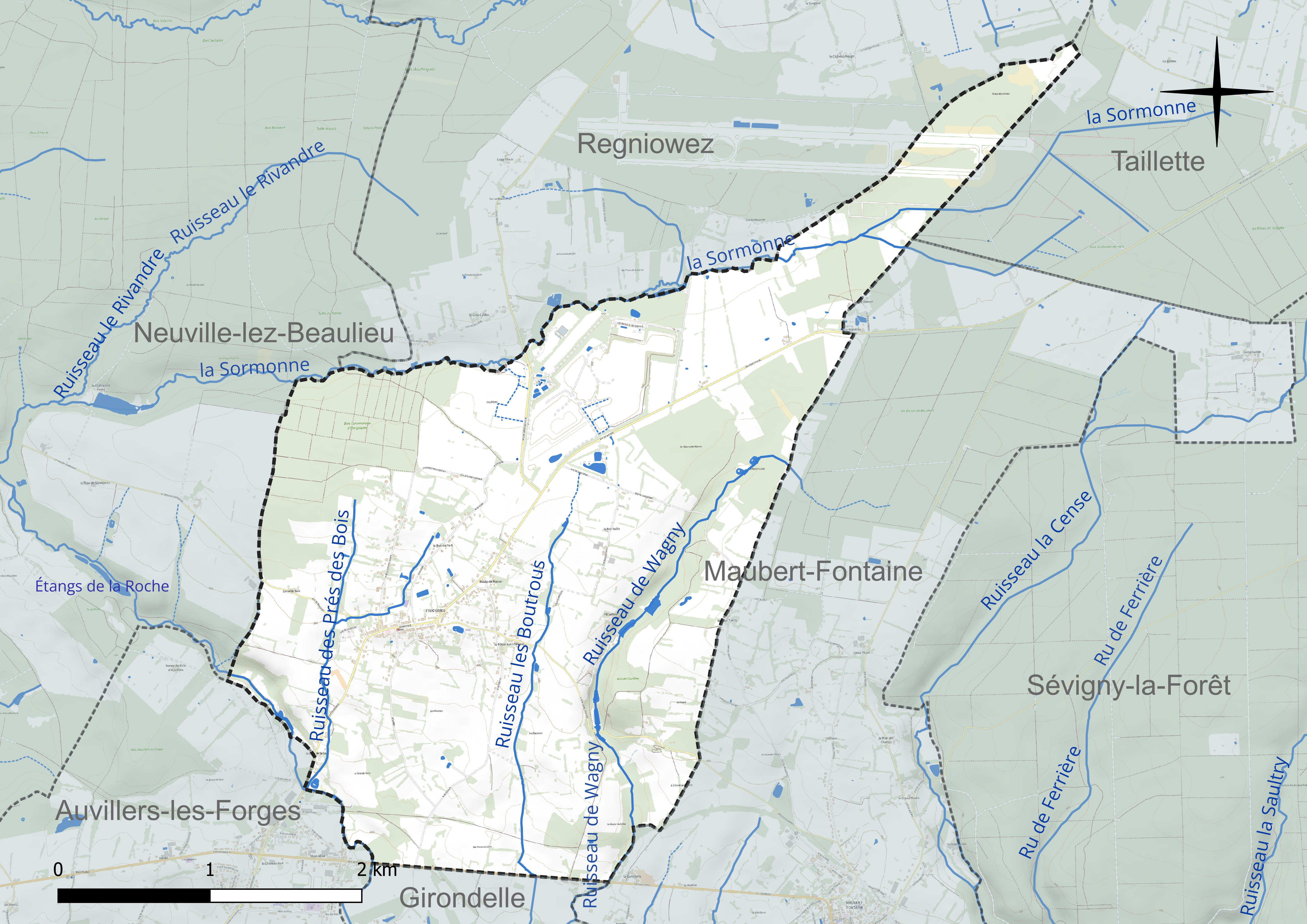
Réseau hydrographique d'Éteignières.

### Climat
Pour des articles plus généraux, voir Climat du Grand Est et Climat des Ardennes.
En 2010, le climat de la commune est de type climat de montagne, selon une étude du Centre national de la recherche scientifique s'appuyant sur une série de données couvrant la période 1971-2000. En 2020, Météo-France publie une typologie des climats de la France métropolitaine dans laquelle la commune est exposée à un climat océanique altéré et est dans la région climatique  Nord-est du bassin Parisien, caractérisée par un ensoleillement médiocre, une pluviométrie moyenne régulièrement répartie au cours de l’année et un hiver froid (3 °C). 
Pour la période 1971-2000, la température annuelle moyenne est de 8,9 °C, avec une amplitude thermique annuelle de 14,9 °C. Le cumul annuel moyen de précipitations est de 1 107 mm, avec 13,5 jours de précipitations en janvier et 10,3 jours en juillet. Pour la période 1991-2020, la température moyenne annuelle observée sur la station météorologique de Météo-France la plus proche, « Rocroi », sur la commune de Rocroi à 10 km à vol d'oiseau, est de 9,5 °C et le cumul annuel moyen de précipitations est de 1 210,4 mm. 
La température maximale relevée sur cette station est de 37,6 °C, atteinte le 25 juillet 2019 ; la température minimale est de −14,7 °C, atteinte le 4 février 2012,,. 
Les paramètres climatiques de la commune ont été estimés pour le milieu du siècle (2041-2070) selon différents scénarios d'émission de gaz à effet de serre à partir des nouvelles projections climatiques de référence DRIAS-2020. Ils sont consultables sur un site dédié publié par Météo-France en novembre 2022.

## Urbanisme

### Typologie
Au 1er janvier 2024, Éteignières est catégorisée commune rurale à habitat dispersé, selon la nouvelle grille communale de densité à 7 niveaux définie par l'Insee en 2022.
Elle est située hors unité urbaine et hors attraction des villes,.

### Occupation des sols
L'occupation des sols de la commune, telle qu'elle ressort de la base de données européenne d’occupation biophysique des sols Corine Land Cover (CLC), est marquée par l'importance des territoires agricoles (61,5 % en 2018), en diminution par rapport à 1990 (67,1 %). La répartition détaillée en 2018 est la suivante : 
prairies (56,9 %), forêts (26,1 %), mines, décharges et chantiers (5,4 %), zones urbanisées (5,1 %), zones agricoles hétérogènes (4,5 %), zones industrielles ou commerciales et réseaux de communication (1,2 %), milieux à végétation arbustive et/ou herbacée (0,7 %), terres arables (0,1 %). L'évolution de l’occupation des sols de la commune et de ses infrastructures peut être observée sur les différentes représentations cartographiques du territoire : la carte de Cassini (XVIIIe siècle), la carte d'état-major (1820-1866) et les cartes ou photos aériennes de l'IGN pour la période actuelle (1950 à aujourd'hui).

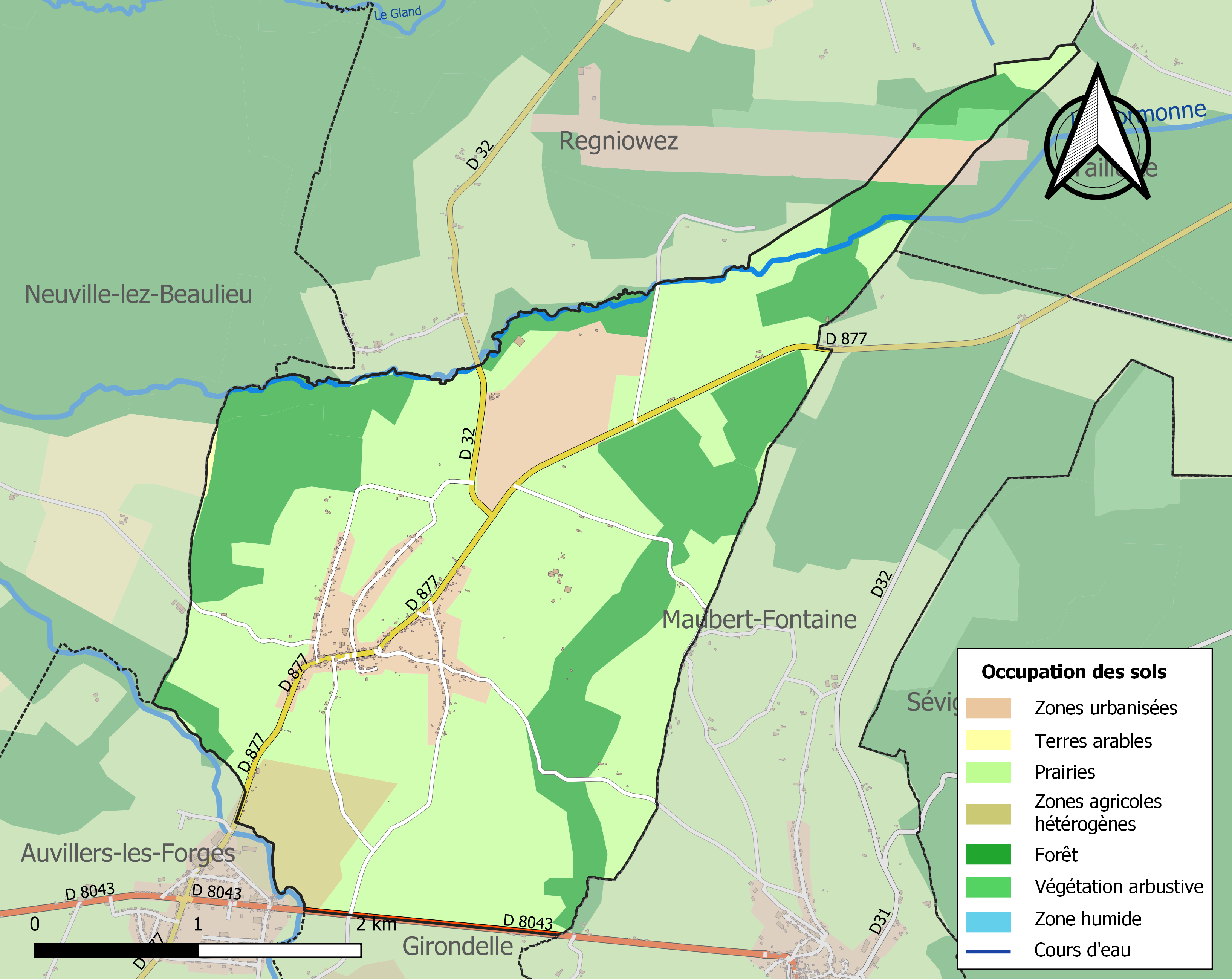
Carte des infrastructures et de l'occupation des sols de la commune en 2018 (CLC).

## Toponymie
Issue du gaulois taxo (blaireau), avec la préposition és (« en les »), accompagné du suffixe -aria, au sens d' « aire, lieu d'abondance », taxo a donné en bas-latin taxonaria qui deviendra, après l’amuïssement du x intervocalique, la « tanière », qui avant d'être celle du loup ou de l'ours était donc celle du blaireau.

## Histoire
En l'an IX, les notables communaux sont au nombre de cinq : François Lagneaux, membre du conseil d'arrondissement ; Nicolas Berger, maire ; Jean-Baptiste Lamy, adjoint ; Jean Jouard, dit Babette, propriétaire, et Georges Lafineur, cultivateur.
Lors de la 1re Guerre mondiale, la commune, qui comptait à l’époque près de 600 habitants, a payé un lourd tribut. Ainsi, les monuments aux morts de la commune et de la paroisse mentionnent le nom de 30 victimes, dont celui de Camille Legras, 49 ans, arrêté le jour même  de l’arrivée des troupes de la 3e armée allemande dans le village, le 27 août 1914, pour être sorti le soir après le couvre-feu. Il est fusillé le lendemain en même temps que sept civils belges. Parmi ceux-ci, trois habitants de Mariembourg, les frères Van Schoor, originaires de Fépin, Ernest, 30 ans, et Edgard, 20 ans, ainsi que Jules Nicolas, 42 ans. Avec eux se trouvaient Charles Franqueville, 36 ans, ouvrier verrier de nationalité française né à Gaillefontaine  de Morialmé (Belgique), et Joseph Deloris, de Jamioulx (Belgique).
Auparavant, les Allemands ont arrêté et molesté plusieurs habitants dont le curé, l‘abbé Ludet, des civils et des soldats français prisonniers. Ils seront condamnés à mort mais au dernier moment, un colonel allemand les fait libérer. Un autre ecclésiastique, le curé de Frasnes-lez-Couvin (Belgique), emmené par l’occupant, a été durement malmené et finalement libéré in extremis.

## Politique et administration
| Période                                  | Période                   | Identité                                          | Étiquette | Qualité |
| ---------------------------------------- | ------------------------- | ------------------------------------------------- | --------- | ------- |
| Les données manquantes sont à compléter. |                           |                                                   |           |         |
| mars 2001                                | mars 2008                 | René Lallement                                    |           |         |
| mars 2008                                | En cours (au 26 mai 2020) | Jean-Pierre Jarlot Réélu pour le mandat 2020-2026 |           |         |

## Démographie
L'évolution du nombre d'habitants est connue à travers les recensements de la population effectués dans la commune depuis 1793. Pour les communes de moins de 10 000 habitants, une enquête de recensement portant sur toute la population est réalisée tous les cinq ans, les populations de référence des années intermédiaires étant quant à elles estimées par interpolation ou extrapolation. Pour la commune, le premier recensement exhaustif entrant dans le cadre du nouveau dispositif a été réalisé en 2006.

En 2022, la commune comptait 469 habitants, en évolution de −9,63 % par rapport à 2016 (Ardennes : −2,97 %, France hors Mayotte : +2,11 %).
| 1793 | 1800 | 1806 | 1821 | 1831 | 1836 | 1841 | 1846 | 1851 |
| ---- | ---- | ---- | ---- | ---- | ---- | ---- | ---- | ---- |
| 623  | 584  | 581  | 696  | 757  | 820  | 855  | 791  | 849  |

| 1866 | 1872 | 1876 | 1881 | 1886 | 1891 | 1896 | 1901 | 1906 |
| ---- | ---- | ---- | ---- | ---- | ---- | ---- | ---- | ---- |
| 737  | 687  | 704  | 673  | 673  | 679  | 629  | 617  | 622  |

| 1911 | 1921 | 1926 | 1931 | 1936 | 1946 | 1954 | 1962 | 1968 |
| ---- | ---- | ---- | ---- | ---- | ---- | ---- | ---- | ---- |
| 578  | 543  | 550  | 562  | 547  | 528  | 534  | 497  | 454  |

| 1975 | 1982 | 1990 | 1999 | 2006 | 2011 | 2016 | 2021 | 2022 |
| ---- | ---- | ---- | ---- | ---- | ---- | ---- | ---- | ---- |
| 409  | 385  | 355  | 406  | 447  | 510  | 519  | 482  | 469  |

## Culture locale et patrimoine

### Lieux et monuments

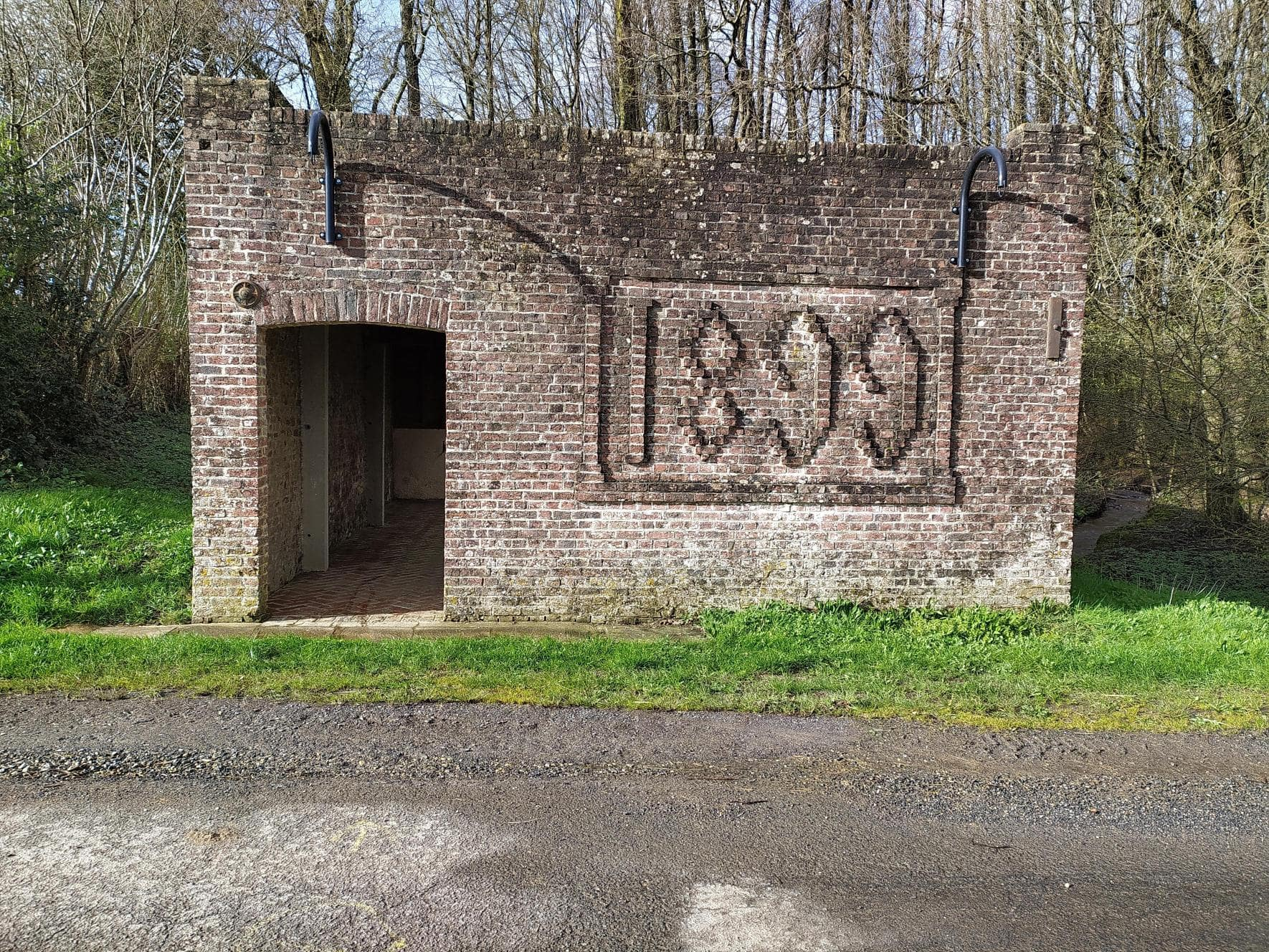
Lavoir historique de 1899 à Éteignières situé Rte de Beaulieu, 08 Éteignières.

- Lavoir historique de 1899 à Éteignières situé Rte de Beaulieu, 08 Éteignières.Église Sainte-Anne d'Éteignières.

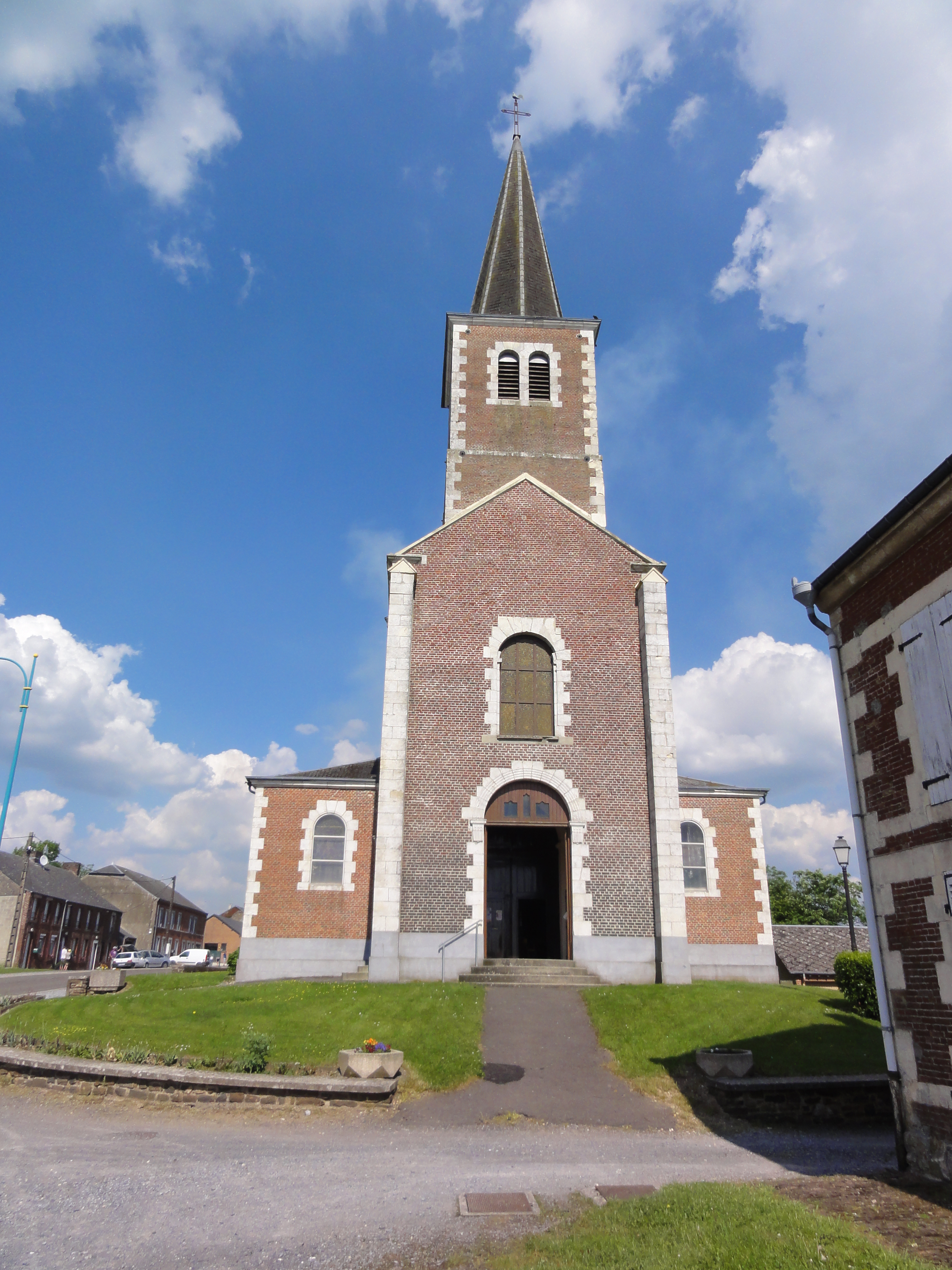
Église.
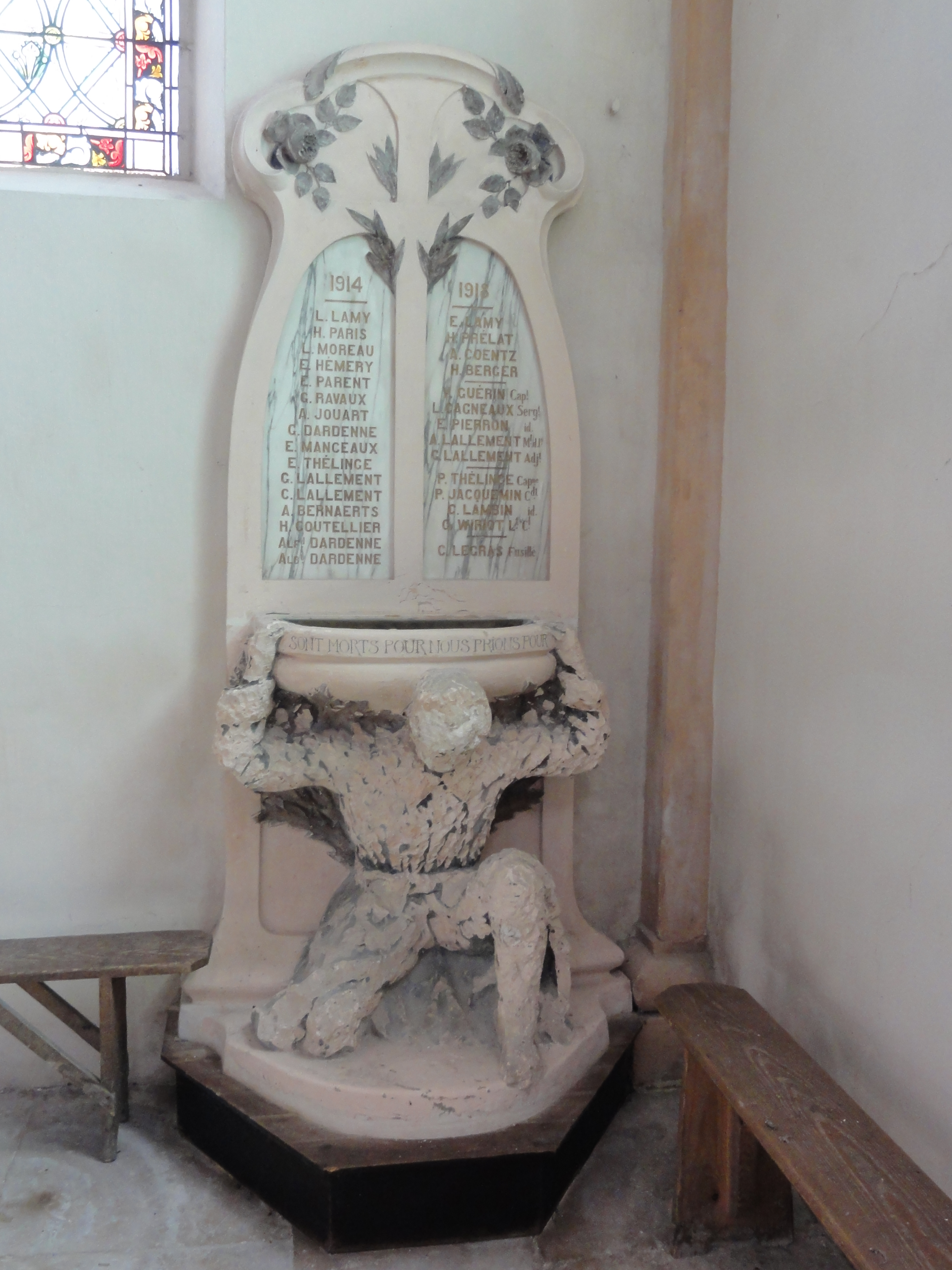
Monument aux morts de la paroisse.
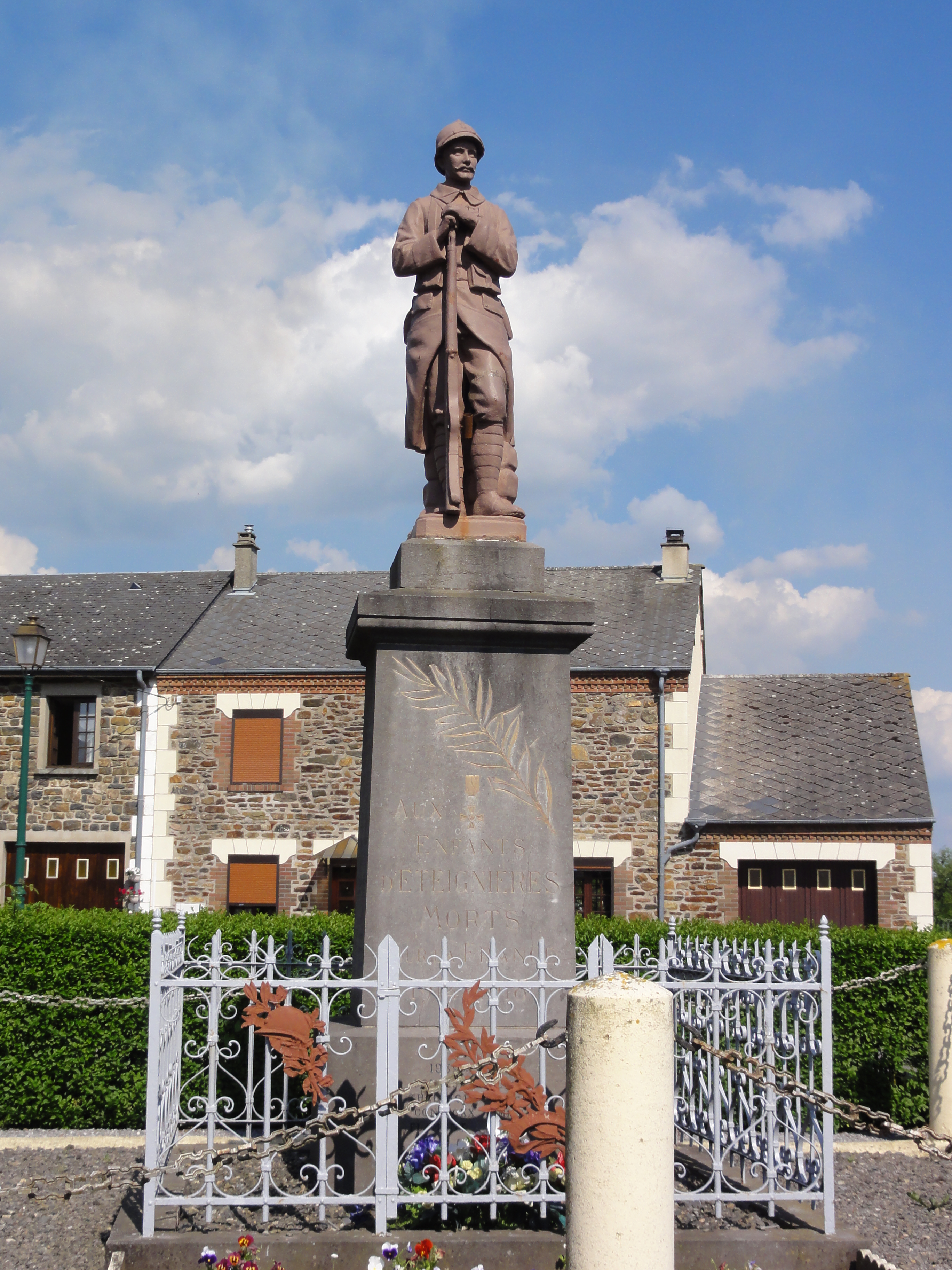
Monument aux morts de la commune.
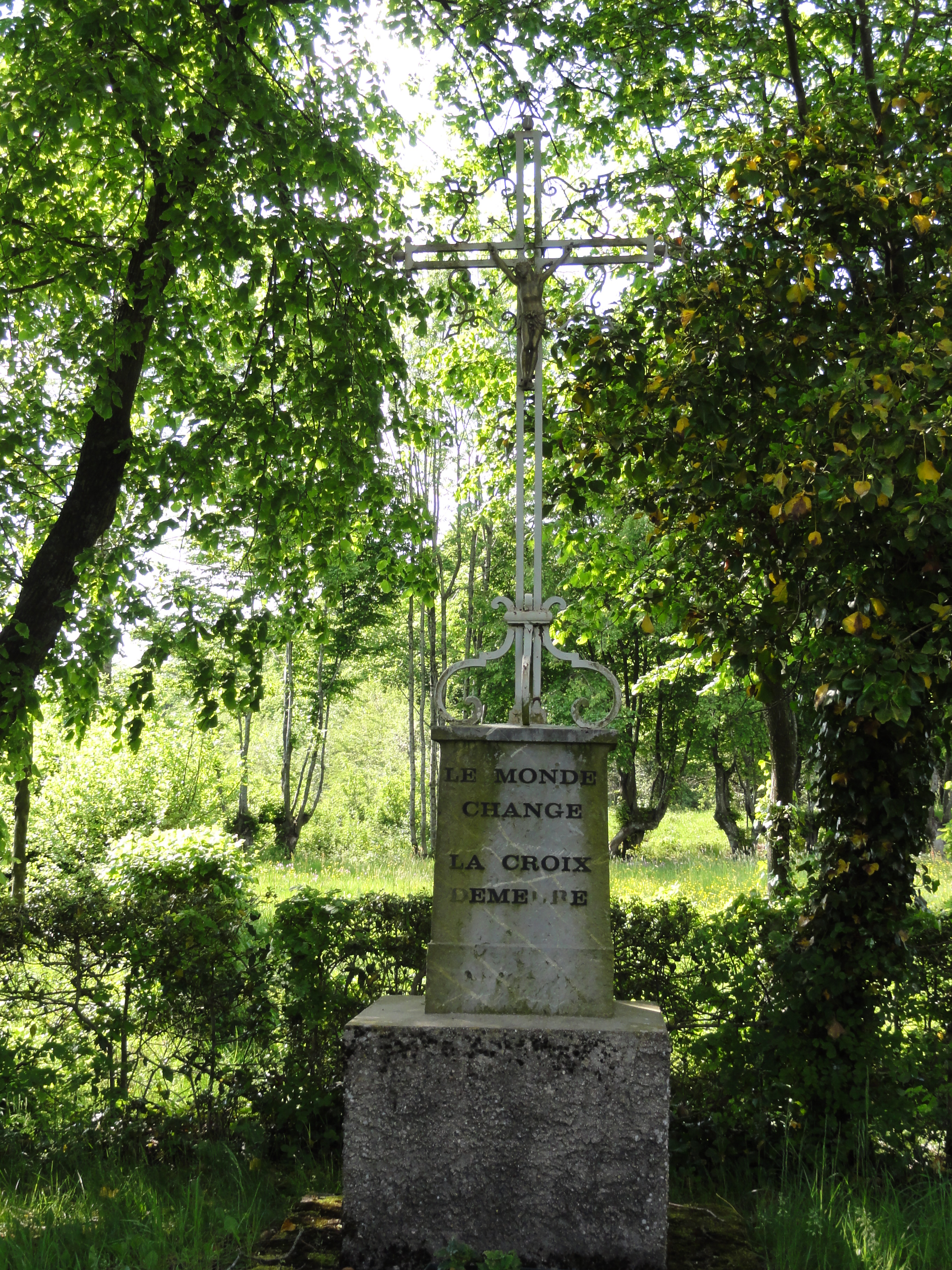
Croix de chemin.

### Personnalités liées à la commune
- Le général Orphis Léon Lallemand.
- Le général Constant Lamy.

### Héraldique
| Blason de Éteignières | Blason  | D'azur à la tête de bouc arrachée d'argent, au chef cousu de gueules chargé de deux étoiles d'or. |
| Blason de Éteignières | Détails | Le statut officiel du blason reste à déterminer.                                                  |